# Леді Луїза Віндзор
Леді Луїза Віндзор (англ. Lady Louise Windsor), повне ім'я Леді Луїза Аліса Єлизавета Марія Маунтбеттен-Віндзор (англ. Lady Louise Alice Elizabeth Mary Mountbatten-Windsor, народилася 8 листопада 2003 у Фрімлі, Суррей) — дочка принца Едварда, герцога Единбурзького, і Софі, герцогині Единбурзької, старша з двох дітей. Онука королеви Єлизавети II, шістнадцята в порядку успадкування британського престолу. До народження 17 грудня 2007 року її молодшого брата Джеймса займала восьме місце.

## Біографія

### Ранні роки
Луїза народилася 8 листопада 2003 о 23:32 за Гринвічем в госпіталі Фрімлі-Парк, Суррей.
Ім'я для доньки було оголошено 27 листопада. Хрещення леді Луїзи пройшло в каплиці Віндзорського замку 24 квітня 2004. Хрещеними леді Луїзи стали леді Олександра Етерінгтон, леді Сара Чатто, лорд Івар Маунтбеттен, Руперт Елліотт і Франческа Шварценбах.